# Accreditation Commission of Colleges of Medicine
De Accreditation Commission of Colleges of Medicine (ACCM) is een internationaal agentschap dat reviews en accreditaties afgeeft voor academische geneeskundige opleidingen. Het is gevestigd in Ierland.
Het NCFMEA, het onderdeel van het Amerikaanse ministerie van Onderwijs dat zich bezighoudt met de accreditatie van onderwijsinstellingen, gaf de ACCM een licentie om onderwijsinstellingen te accrediteren die een vergelijkbare standaard naleven als Amerikaanse academische instellingen voor geneeskunde. Van de World Federation for Medical Education (WFME) verkreeg het in 2017 een vergunning van tien jaar.
Het ACCM werkt voor overheden om medische opleidingen te keuren en heeft de volgende accreditaties afgegeven:
| Land            | School                                     | Eerste accreditatie | Einddatum accreditatie |
| --------------- | ------------------------------------------ | ------------------- | ---------------------- |
| Aruba           | Xavier University School of Medicine       | 2015                | 31 mei 2018            |
| Kaaimaneilanden | St. Matthew's University                   | 2001                | 30 juni 2019           |
| Nevis           | Medical University of the Americas         | 2007                | 31 mei 2022            |
| Saint Kitts     | University of Medicine and Health Sciences | 2015                | 31 mei 2021            |
| Sint Maarten    | American University of the Caribbean       | 1995                | 31 december 2021       |
| Jordanië        | Universiteit van Jordanië                  | 2016                | 31 mei 2022            |